# I. A. E. A. - around the world
I. A. E. A. - around the world er en dansk dokumentarfilm instrueret af Flemming Arnholm. I.A.E.A. er en forkortelse for International Agricultural Exchange Association.

## Handling
Denne artikel mangler et handlingsreferat. Hjælp os med at skrive det.